# Rachen Sobunma
Rachen Sobunma (thailändisch ราเชนทร์ โสบุญมา, * 11. April 1996 in Buriram) ist ein thailändischer Fußballspieler.

## Karriere
Rachen Sobunma stand bis Ende 2018 bei Chiangrai United unter Vertrag. Wo er vorher gespielt hat, ist unbekannt. Der Verein aus Chiangrai spielte in der ersten Liga des Landes, der Thai Premier League. 2014 absolvierte er ein Erstligaspiel für Chiangrai. Hier wurde er im Heimspiel am 23. August 2014 gegen Bangkok United in der 82. Minute für Anon Nanok eingewechselt. Die Saison 2016 wurde er an Roi Et United ausgeliehen. Mit dem Verein aus Roi Et spielte in der dritten Liga, der damaligen Regional League Division 2. Hier trat Roi Et in der North/Eastern Region an. Anfang 2019 wechselte er zum Zweitligaabsteiger Angthong FC. Mit dem Klub aus Angthong spielte er in der dritten Liga, der Thai League 3. Im Juni 2022 wechselte er ablösefrei zum Drittligisten Dragon Pathumwan Kanchanaburi FC nach Kanchanaburi. Der Verein spielt in der Western Region der Liga. Für Kanchanaburi bestritt er in der Hinrunde vier Ligaspiele. Zur Rückrunde 2022/23 wechselte er in die Northern Region. Hier schloss er sich in Chiangrai dem Chiangrai City FC an. Für den Verein bestritt er 15 Ligaspiele. Die Spielzeit 2023/24 lief er für den Drittligisten Rongsee Maechaithanachotiwat Phayao FC auf. Mit dem Verein spielte er 19-mal in der Northern Region. Nach einer Spielzeit kehrte er im Sommer 2024 zum Chiangrai City FC zurück. Für den Verein bestritt er in der Hinrunde neun Ligaspiele. Nach der Hinrunde wechselte er im Januar 2025 zum Erstligisten Chiangrai United.